# John Langenus
John Langenus, detto anche Jean (Anversa, 8 dicembre 1891 – Anversa, 1º ottobre 1952) è stato un arbitro di calcio belga.
È stato il direttore di gara designato per la finale della prima edizione dei Mondiali di calcio, nel 1930 a Montevideo. È inoltre l'unico fischietto belga ad essere stato scelto per la finale di una delle tre competizioni internazionali più importanti (Mondiali, Europei o Giochi Olimpici), oltre che uno dei 19 arbitri che vantano la partecipazione a ben tre tornei iridati (1930, 1934 e 1938).

## La finale dei Mondiali in Uruguay
Di professione capo di gabinetto del Governatorato di Anversa, Langenus deve la sua fama maggiore ai Mondiali di calcio 1930 in Uruguay. In quell'occasione diresse 4 incontri, tra cui quello dei gironi eliminatori tra Uruguay e Perù, che inaugurò il nuovo Stadio del Centenario di Montevideo.
Il racconto della finalissima tra Uruguay e Argentina è del tutto particolare: Langenus accettò l'incarico soltanto due ore prima della gara, dopo aver ricevuto le garanzie richieste, ovvero una polizza assicurativa sulla vita a favore della famiglia e la possibilità di salpare con una nave per l'Europa appena terminata la partita. Inoltre Langenus, appena giunto allo stadio, venne arrestato e poi subito rilasciato, giacché ben 13 sconosciuti prima di lui s'erano spacciati per scherzo come l'arbitro della gara.
L'arbitro dovette risolvere anche il problema legato ai palloni da gioco, dato che entrambe le squadre volevano utilizzare solo i propri: la decisione salomonica fu quella di giocare con soli due palloni, forniti da ambedue le nazionali, per un tempo ciascuno. La sfida si svolse regolarmente, senza particolari contestazioni.

## Il resto della carriera
Nel prosieguo della carriera, Langenus arbitrò anche ai Mondiali del 1934 (Cecoslovacchia-Romania) e a quelli del 1938 (dove gli toccò la finale per il terzo posto tra Brasile e Svezia).
Conta anche due presenze in occasione delle Olimpiadi di Amsterdam del 1928, dove ebbe l'onore di dirigere, oltre all'eliminatoria tra l'Uruguay e i padroni di casa olandesi (2-0), la finale per la medaglia di bronzo tra Italia e Egitto, vinta dagli azzurri per 11-3, record imbattuto di reti segnate in una sola partita dall'Italia; fece anche da assistente all'arbitro olandese Mutters in occasione della finalissima per la medaglia d'oro.